# نورت سانتی (ارولینای جنوبی)
نورت سانتی (به انگلیسی: North Santee) یک منطقهٔ مسکونی در ایالات متحده آمریکا است که در کارولینای جنوبی واقع شده‌است.